# Flughafen Kumamoto

i7
i11
i13
Der Flughafen Kumamoto (japanisch 熊本空港 Kumamoto-Kūkō, IATA-Code: KMJ, ICAO-Code: RJFT) ist ein kleiner Verkehrsflughafen der Stadt Kumamoto in Japan. Der Flughafen Kumamoto gilt nach der japanischen Gesetzgebung als Flughafen 2. Klasse.
Bis auf eine Flugverbindung zum Flughafen Incheon in Südkorea werden nur Ziele innerhalb Japan angeflogen. Der Flughafen befindet sich etwa 13 km nordöstlich vom Stadtzentrums Kumamotos auf der Gemeindefläche der Kleinstadt Mashiki.